# Claudio Vandelli
Claudio Vandelli (ur. 27 lipca 1961 w Modenie) – włoski kolarz szosowy i przełajowy, mistrz olimpijski oraz brązowy medalista mistrzostw świata.

## Kariera
Pierwszy sukces w karierze Claudio Vandelli osiągnął w 1984 roku, kiedy wspólnie z Marcello Bartalinim, Marco Giovannettim i Erosem Polim zdobył złoty medal w drużynowej jeździe na czas na igrzyskach olimpijskich w Los Angeles. Był to jego jedyny start olimpijski. Na rozgrywanych rok później mistrzostwach świata w Giavera del Montello Giovannettiego zastąpił Massimo Podenzana, a drużyna włoska zajęła trzecie miejsce. Poza tym  w 1990 roku wygrał Ruota d'Oro, a w 1996 roku był najlepszy w klasyfikacji generalnej Tour de la Vallée d'Aoste. Vandelli zdobył również dwa medale mistrzostw Włoch w kolarstwie przełajowym: złoty w 1989 roku i brązowy w 1996 roku. Nigdy jednak nie zdobył medalu na przełajowych mistrzostwach świata.